# Holly Valance
Holly Valance, pseudonimo di Holly Rachel Vukadinović (Melbourne, 11 maggio 1983), è una cantante, attrice e modella australiana.
Ha ottenuto successo nel mondo della musica grazie al singolo Kiss Kiss (2002), che raggiunse i primi posti di varie classifiche in tutto il mondo.

## Biografia
Nata a Melbourne, Holly Valance è figlia di Rajko Vukadinović, ex modello e pianista serbo, e di Rachel Stephens, ex modella inglese con ascendenze spagnole; il nonno materno era cugino del comico inglese Benny Hill. Holly ha una sorella di nome Coco e - in seguito al divorzio dei suoi genitori, avvenuto nel 1986 - una sorellastra, Olympia, attrice e modella, nata dal secondo matrimonio del padre.
A Melbourne, Rajko gestiva un "negozio di abiti alla moda importati dall'Europa" e Holly ha iniziato ancora adolescente la carriera di fotomodella allorché "posava per cataloghi di supermercati e campagne pubblicitarie, guadagnando 200 dollari l'ora indossando indumenti per bambini e intimo per adolescenti". Holly è cresciuta a Melbourne trasferendosi nel Regno Unito all'età di 18 anni, due anni dopo si è trasferita a Los Angeles, dove ha trascorso sette anni prima di tornare nel Regno Unito. Detiene la doppia cittadinanza australiana e britannica.

## Carriera
Nel 1999, all'età di 16 anni, Holly è stata scritturata nella soap opera televisiva australiana Neighbours, nel ruolo di Felicity "Flick" Scully. Subito dopo aver ottenuto il ruolo lasciò la sua scuola cattolica, "dove le ragazze erano detenute per essersi truccate o avere un orlo sopra il ginocchio", esordisce nel mondo dello spettacolo con la popolare soap opera australiana Neighbours, che aveva lanciato prima di lei anche Natalie Imbruglia e Kylie Minogue. In seguito appare nel video He Don't Love You Now degli Human Nature che ebbe un discreto successo, e le diede l'occasione di essere notata, permettendole di ottenere un contratto discografico.
Il suo primo singolo Kiss Kiss (2002) è la cover di un brano turco discretamente famoso: Şımarık di Tarkan. Il brano di Holly diventò ben presto un tormentone che raggiunse i vertici delle classifiche di Europa, Australia e Asia. Il singolo accompagnato da un video in cui la cantante appare completamente nuda in un set di luci bianche e fasci laser, arrivò al numero 1 in Inghilterra.
Nello stesso anno, la Valance pubblicò il suo primo album, mix di ritmi arabeggianti e britpop, intitolandolo Footprints. Il secondo singolo estratto fu Down Boy che ebbe un buon successo in Europa. Il video del brano fu coreografato da Luca Tommassini, e spinse il singolo fino alla posizione numero 2, confermando il successo della cantante.
Nel 2003 vince il premio, attribuito da Disney Channel per la migliore artista emergente e il miglior singolo Kiss Kiss. Nello stesso anno, dopo un'apparizione al Festival di Sanremo, venne estratto il terzo singolo Naughty Girl. In Australia il brano arriva alla posizione numero 3 delle classifiche di vendita. Era prevista anche l'uscita di un quarto singolo chiamato Tuck Your Shirt In, sempre dallo stesso album un invito al sesso protetto, ma a causa di discordanze con la casa discografica, il singolo non vide mai la luce.
Nel novembre 2003, viene messo in commercio State of Mind, il suo secondo album che si rifà molto alle sonorità degli anni ottanta, puntando molto sull'elettronica. Il primo singolo State of Mind debutta in classifica alla posizione numero 8. Tuttavia è la massima posizione che il singolo raggiunge, e anche l'album non riesce a entrare neppure nella TOP 20. I risultati di vendita sono così deludenti che il secondo singolo previsto Desire viene cancellato.
Comunque i fan club della cantante le hanno dedicato una sorta di greatest hits intitolato Beautiful Electro:Greatest Hits che comprende anche il singolo di Kiss Kiss con Tarkan.

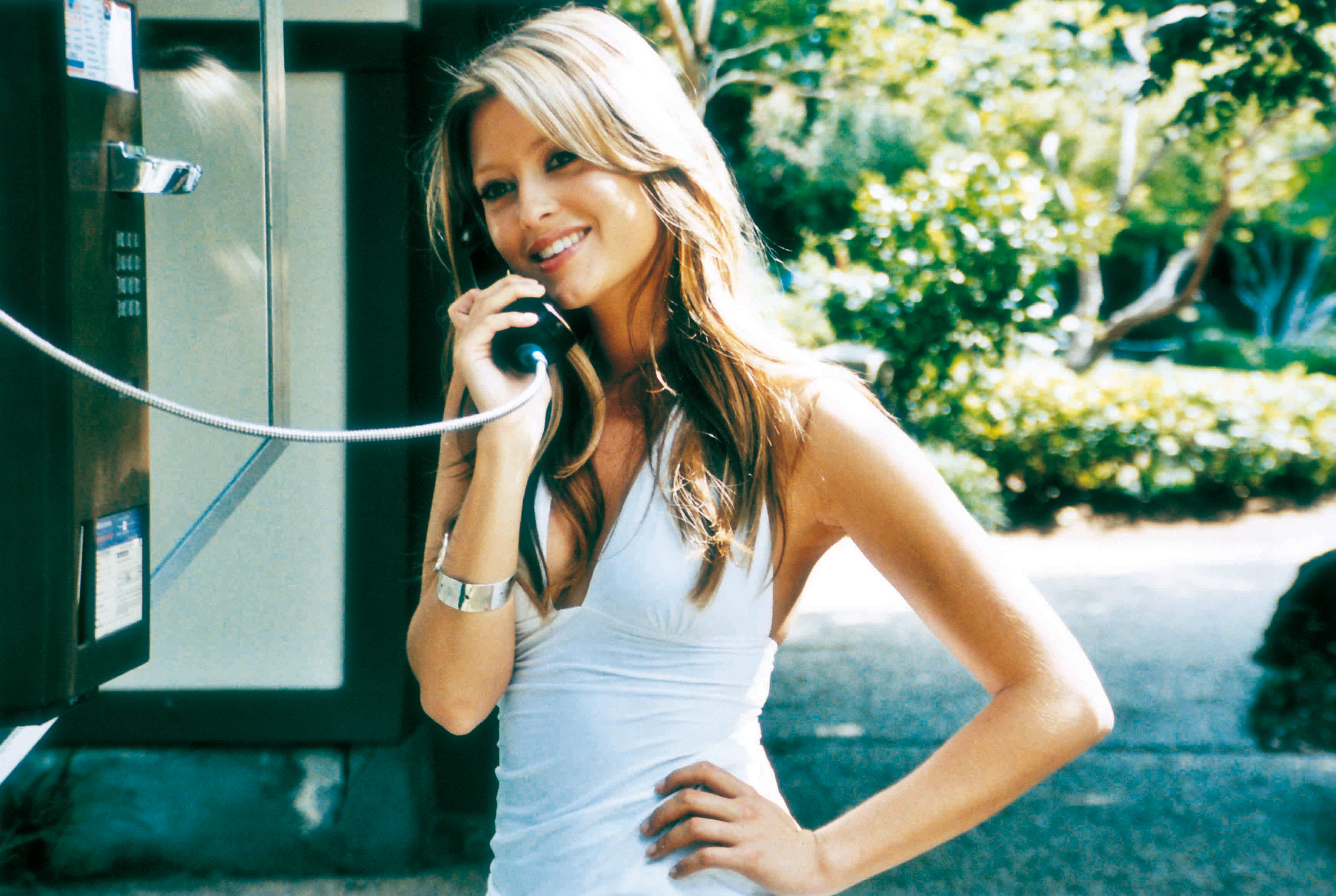
Holly Valance nel 2006

Per quanto riguarda la sua carriera cinematografica, dopo l'esperienza di Neighbours, la Valance viene dapprima scelta per interpretare il personaggio di Nika Volek nel telefilm statunitense Prison Break, ed in seguito viene scelta come protagonista per il film DOA: Dead or Alive, ispirato all'omonimo videogioco, dove interpreta il personaggio di Christie.
Holly Valance ha poi definitivamente detto addio al mondo della musica perché troppo stressante il lavoro di promozione degli album. Nonostante ciò però nel 2004 è stata presente nell'album The Handler di Har Mar Superstar con i brani Blow The Camel Up e Body Request; inoltre è stata diffusa sul web la canzone I Go Crazy, possibile brano che doveva esser presente nel suo terzo album studio.
Nel 2014 collabora alla canzone Hopeless con il cantante Andy Clockwise, brano per il quale viene anche pubblicato un video nel mese di novembre sul canale ufficiale YouTube del cantante.

## Vita privata
Dopo aver vissuto a Los Angeles per sette anni, Holly è tornata in Gran Bretagna nel 2009. Quell'estate ha avuto una breve relazione con la star dell'elettropop Vince Frank (FrankMusik) dopo essere apparsa nel video del suo singolo Confusion Girl. Il 29 settembre 2012 Holly ha sposato il miliardario promotore immobiliare inglese Nick Candy a Beverly Hills, in California. Nel novembre 2013 Holly ha dato alla luce a Londra la loro prima figlia, Luka Violet Toni Candy. Nel settembre 2017 hanno accolto una seconda figlia, Nova Skye Coco Candy.

### Questioni legali
Nel 2003, Valance ha licenziato per telefono il suo allora manager Scott Michaelson (che possiede Biscayne Partners Pty Ltd), 15 mesi prima della scadenza del suo contratto. Biscayne Partners ha citato in giudizio Valance Corp., ha vinto la causa e ha ricevuto il risarcimento danni dalla Corte Suprema del New South Wales. Durante il processo, la madre di Valance ha affermato che Michaelson era stato negligente come manager, il che l'ha costretta a subentrare a lui. L'ex co-protagonista di Neighbours Kym Valentine ha anche fornito la prova che Valance "ha detto che si sentiva male, un po' stressata, perché stava lasciando Scott" e che "ha detto che gli avvocati della sua casa discografica l'avrebbero tolta dal contratto e le avrebbero inviato via fax la documentazione (dal Regno Unito) per farlo". In tribunale, Valance ha negato di aver detto questo a Valentine, anche se aveva firmato un affidavit affermando che non aveva alcun ricordo della conversazione.
Il giudice Clifford Einstein ha dichiarato: "Ho tenuto in attenta considerazione la questione se le circostanze attualmente dinanzi alla corte che, mi sembra, mostrino un disprezzo calcolato dei diritti di Biscayne, nonché una cinica ricerca del beneficio". Il tribunale ha successivamente ordinato a Valance Corp. di pagare 350.000 dollari alla Biscayne Partners Pty. Ltd. Di questo importo, 47.264,56 dollari erano "da azioni che la signora Valance e il signor Michaelson avevano acquistato insieme alla Borsa di Londra", anche se il tribunale lo fece non premio a favore di Biscayne che ottiene una percentuale sulle vendite del suo album, State of Mind.

### Riconoscimenti e enti di beneficenza
Oltre ai ruoli cinematografici e televisivi, Holly è anche apparsa in pubblicità per i prodotti per la cura dei capelli Schwarzkopf e 1800 Reverse. Nel 2011, Valance è apparsa in una pubblicità per la birra in bottiglia Gold di Foster. Nel 2015 Valance è diventata ambasciatrice per The Children's Trust, la principale organizzazione di beneficenza del Regno Unito per i bambini con lesioni cerebrali e neurodisabilità.

## Discografia

### Album in studio
- 2002 - Footprints
- 2003 - State of Mind

### Singoli
- 2002 - Kiss Kiss
- 2002 - Down Boy
- 2003 - Naughty Girl
- 2003 - State of Mind

## Filmografia

### Cinema
- DOA: Dead or Alive, regia di Corey Yuen (2006) - Christie Allen
- Pledge This!, regia di William Heins e Strathford Hamilton (2006)
- Io vi troverò, regia di Pierre Morel (2008)
- Kambakkht Ishq , regia di Sabir Khan (2009)
- Luster, regia di Adam Mason (2009)
- Surviving Georgia, regia di Sandra Sciberras e Kate Whitbread (2011)
- Big Mamma's Boy, regia di Franco di Chiera (2011)
- Red Herring, regia di Ousa Khun (2013)

### Televisione
- Neighbours – serie TV, 250 episodi (1999-2005)
- CSI: Miami – serie TV, 1 episodio (2004)
- Entourage – serie TV, 1 episodio (2005)
- CSI: NY – serie TV, 1 episodio (2005)
- Prison Break – serie TV, 5 episodi (2005-2006)
- Moonlight – serie TV, 1 episodio (2007)
- Shark – serie TV, 1 episodio (2007)
- Valentine – serie TV, 1 episodio (2008)
- Miss Marple – serie TV, episodio 5x04 (2010)

### Programmi televisivi
- Strictly Come Dancing (BBC One, 2011-2012) - Concorrente
- Shopping Night UK (TLC, 2013-2014) - Giudice e mentore
- Sorelle al limite (TLC, 2020- in corso) - Conduttore

## Doppiatrici italiane
Nelle versioni in italiano delle opere in cui ha recitato, Holly Valance è stata doppiata da:
- Stella Gasparri in CSI: NY
- Selvaggia Quattrini in Prison Break
- Domitilla D'Amico in DOA: Dead or Alive